# Boteå landskommun
Boteå landskommun var en tidigare kommun  i Västernorrlands län.

## Administrativ historik
Kommunen inrättades i Boteå socken i landskapet Ångermanland när 1862 års kommunalförordningar trädde i kraft.
Den 1 januari 1952 genomfördes den första av 1900-talets riksomfattande kommunreformer i Sverige.
Då bildades en ny Boteå kommun, en så kallad storkommun bestående av "gamla" Boteå samt de tidigare kommunerna Styrnäs, Sånga och Överlänna.
Kommunen upplöstes och delades 1974, när Styrnäs församling fördes till Kramfors kommun och de tre övriga till Sollefteå kommun.
Kommunkoden 1952–73 var 2218.

### Kyrklig tillhörighet
I kyrkligt hänseende tillhörde kommunen Boteå församling. Den 1 januari 1952 tillkom församlingarna Styrnäs, Sånga och Överlännäs.

## Kommunvapnet
Blasonering: I sköld, blå, en stolpvis ställd lax, silver, med öga, tänder, fenor och stjärt röda och med huvud och stjärt böjda framåt.
Vapnet, som skapats av stadsarkitekt Hans Schlyter, syftar på laxfiske och fastställdes 1954. Dess giltighet upphörde när kommunen upplösts vid årsskiftet 1973/74.

## Geografi
Boteå landskommun omfattade den 1 januari 1952 en areal av 569,20 km², varav 539,40 km² land.

### Tätorter i kommunen 1960
I Boteå landskommun fanns den 1 november 1960 ingen tätort. Tätortsgraden i kommunen var då alltså 0,0 procent.

## Politik

### Mandatfördelning i valen 1938-1970
| 13 | 2 | 4 | 1 |

| 20 |

| 13 | 7 |

| 19 |

| 3 | 11 | 6 |

| 17 | 3 |

| 2 | 20 | 10 | 2 |  |

| 32 |

| 2 | 21 | 8 | 2 | 2 |

| 32 |

| 2 | 20 | 9 | 2 | 2 |

| 29 | 6 |

| 2 | 20 | 9 | 2 | 2 |

| 29 | 6 |

| 4 | 18 | 10 |  | 2 |

| 29 | 6 |

| 3 | 20 | 11 |  |

| 29 | 6 |